# Sigrid Fick
Sigrid Fick (geborene Sigrid Frenckell; * 28. März 1887 in Helsinki; † 4. Juni 1979 in Stockholm) war eine schwedische Tennisspielerin.

## Biografie
Sigrid Frenckell wurde zwar in Helsinki, Finnland, geboren, zog aber mit ihrer Familie mit 10 Jahren nach Stockholm, Schweden, wo sie auch starb. Sie nahm mit ihrer Heirat 1910 mit Henrik Fick dessen Nachnamen an, ließ sich aber 1929 wieder von ihm scheiden. In Schweden spielte Fick für die Vereine Kungliga Lawntennisklubben und Stockholms Allmänna Lawntennisklubb.
Fick nahm in ihrer Karriere dreimal an den Olympischen Spielen teil. 1912 in Stockholm spielte sie in vier Wettbewerben mit. Im Mixed-Doppel auf Rasen zusammen mit Gunnar Setterwall konnte sie die Silbermedaille gewinnen. Im Finale mussten sie sich lediglich den beiden deutschen Spielern Dora Köring und Heinrich Schomburgk geschlagen geben. Zusammen mit Setterwall trat sie auch im Mixed-Doppel in der Halle an, wo sie zusammen die Bronzemedaille verliehen bekamen. Im Hallen-Einzel belegte sie den vierten Platz, nachdem sie im Spiel um Platz 3 gegen die Britin Mabel Parton verlor. Auf Rasen unterlag sie in der Auftaktrunde. Fick trat auch bei den Olympischen Spielen 1920 in Antwerpen und den Olympischen Spielen 1924 in Paris an, gewann dort aber keine Medaillen mehr. Die höchste Platzierung war 1920 im Dameneinzel noch einmal der vierte Platz. Sie unterlag im Spiel um Bronze Kathleen McKane Godfree.
Sie galt als die beste schwedische Spielerin der Zeit vor dem Zweiten Weltkrieg. Insgesamt gewann sie 56 schwedische Meistertitel, davon 22 im Einzel. Im Jahr 1913 stand sie mit Setterwall im Finale der Tennis-Hallenweltmeisterschaften.